# ふくろう星雲
座標:  11h 14m 47.7s, +55° 01′ 08.7″
ふくろう星雲（ふくろうせいうん、Owl Nebula 、M97、NGC 3587）はおおぐま座にある惑星状星雲である。

## 概要
丸い星雲の中にやや暗い部分が二つ並んで存在しており、フクロウの顔のように見えることからその名が付けられている。星雲の実際の形は円柱状のトーラスで、地球からはこのトーラスを斜めから見ていると推定されている。物質の少ないトーラスの両端の穴がフクロウの目に相当している。
ふくろう星雲は惑星状星雲としては大きい部類に入るが、同時に微かな天体でもある。誰にとっても眼視的に十分な模様は捉えられておらず、その構造は大口径の望遠鏡による写真による以外ない。ジョーンズは「見るだけでもかなり難しい。口径15cm以下の望遠鏡では見逃す。北斗のマスが高くかかり、良い気象条件の時を選ばなければならない」としている。ハゴやヒューストンは口径55mmではむりだが、口径8cmの双眼鏡ならば楽だとした。口径10cmの屈折望遠鏡でこれをみたマラスは「大きな灰色の楕円。ふくろうの眼の部分はアリゾナ砂漠では見えたが、カリフォルニアでは見えなかった。とにかく大変難しい」としている。
熟練した観測者達の見方は難しいという点で一致している。口径8cmの望遠鏡で見えたとするなら全ての好条件に恵まれた時である。口径10cmの望遠鏡では灰色のぼんやりとした円形に見える。中心星をみるためには口径30cmの望遠鏡を必要とする。フクロウの目にあたる黒い部分も見え方は条件に依存する。口径20cmで見たという人もいるが、口径30cmでやっとみえたという人もいる。口径40cmでも条件が悪いと見えない。低倍率ではM108と同一視野に見え、対照的な形が面白い。

## 観測史
シャルル・メシエの共同研究者であったフランスのピエール・メシャンによって1781年に発見された。「ふくろう星雲」と名づけたのはイギリスのロス卿で、彼のスケッチが残されている。
メシエは「メシャンの報告によると、見るのが難しく、特に測微尺の糸が光るときに見にくい」と記した。ウィリアム・ハーシェルは「径2'40"明るさは平等。へりは鈍くなっている。微かな核が中心部に2個」とした。1848年にロス卿は「中心部にややはなれた2つの星があり、それぞれのまわりはうす暗く渦巻きにとりかこまれている」とした。ロス卿の6フィート望遠鏡で観測した猿の顔のようだと記した。スミスは「よくながめると木星ぐらいの大きさで濃淡がなく丸い」とした。ウェッブは「大きく青白。注目すべき天体。1850年以前は2つの開口部それぞれに星が見えていたが、それ以降は1個だけ（見える）。」としている。